# Euthyone parvita
Euthyone parvita là một loài bướm đêm thuộc phân họ Arctiinae, họ Erebidae.